# Alessandra Alores
Alessandra Alores (ukrainisch Олександра Водяникова/ Oleksandra Wodjanykowa, russisch Alexandra Vodjanikova; * 6. Oktober 1984 in Kiew, Sowjetunion) ist ein ukrainisch-deutsches Fotomodell und Schönheitskönigin.

## Leben
Alexandra Vodjanikova kam als Tochter einer ukrainischen Mutter und eines italienischen Vaters in Kiew zur Welt. Die Familie siedelte nach Deutschland über und sie wuchs in München auf.
Am 18. Januar 2003 wurde die Münchner Schauspielschülerin als Miss Bayern in der Bielefelder Diskothek Nachtarena zur Miss Deutschland gekrönt. Für Aufsehen sorgte sie beim Interview. Auf die Frage, mit welchem Politiker sie gern einmal zusammentreffen würde, antwortete sie „Saddam Hussein“. Ende Februar 2003 flog sie mit ihrem Manager nach Bagdad. Zu einem Treffen mit dem Diktator kam es  nicht; sie besuchte stattdessen soziale Einrichtungen und traf Saddams Sohn Udai Hussein.
Im gleichen Jahr kandidierte sie im Juni für die Miss Universe und im Oktober für die Miss International und erreichte im September bei der Miss Europe das Halbfinale. An diesen Wettbewerben nahm sie noch unter ihrem Geburtsnamen Alexandra Vodjanikova teil.
Alores begann nach ihrem „Amtsjahr“ als Model zu arbeiten, unter anderem bei Wilhelmina und bei IMG Models, beide in New York, in Deutschland zudem bei Metropolitan.
Am 22. Dezember 2007 gewann sie im Berliner Stilwerk den Titel Top Model Deutschland und im Januar 2008 in Ägypten den Wettbewerb Top Model of the World.
Am 5. September 2009 wurde Alores zur „Miss World Deutschland 2009“ gekürt, jedoch später wegen vom Veranstalter nicht genehmigter Fotoaufnahmen disqualifiziert.